# برزگارد بای لدنا
برزگارد بای لدنا (به آلمانی: Bresegard bei Eldena) یک شهر در آلمان است که در لودویگسلوست-پارشیم واقع شده‌است. برزگارد بای لدنا ۲۴۱ نفر جمعیت دارد.